# حقيبة أمنية
الحقيبة الأمنية هي حقيبة شديدة التحمل تُستخدم لاحتواء المنتجات أو المستندات أو المواد الحساسة قانونًا ذات القيمة العالية. تسمى المغلفات ذات الخصائص الأمنية بالمغلفات الأمنية وكذلك الحقائب الأمنية. وغالبًا ما توضع الأموال المخصصة للإيداع في أحد المصارف في حقيبة إيداع خاصة ذات ميزات أمنية. وعندما تُستخدم لاحتواء أشياء متعلقة بجريمة ما، تُستخدم أكياس أدلة خاصة. وغالبًا ما يكون توثيق المصادقة أو التوقيع وسلسلة الحيازة مطلوبًا.

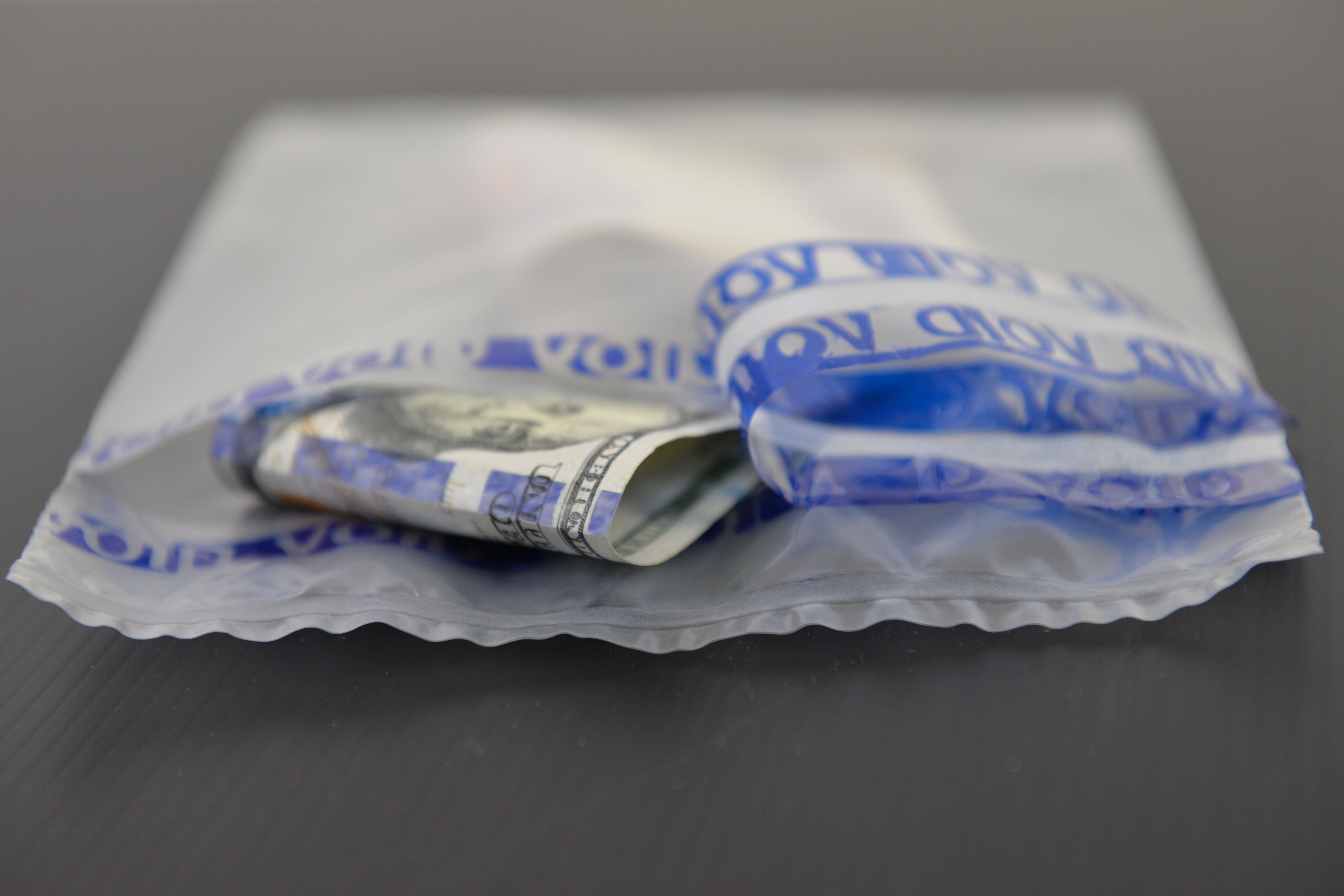
شريط لاصق كاشف للعبث بالأكياس يوفر طبقة إضافية من الأمان للوثائق والمستندات التي بداخلها

## التكوين
قد تكون الأكياس أو الأظرف الأمنية عبارة عن أكياس بلاستيكية أو أكياس ورقية أو أكياس قماشية مصممة خصيصًا. يمكن صنع الأكياس أو الأظرف بحيث تكون مقاومة للعبث بحيث يصعب الدخول غير المصرح به. وغالبًا ما يكون من المهم أن تكون هذه الأكياس أو الأظرف كاشفة للعبث بحيث يسهل اكتشاف الدخول غير المصرح به.

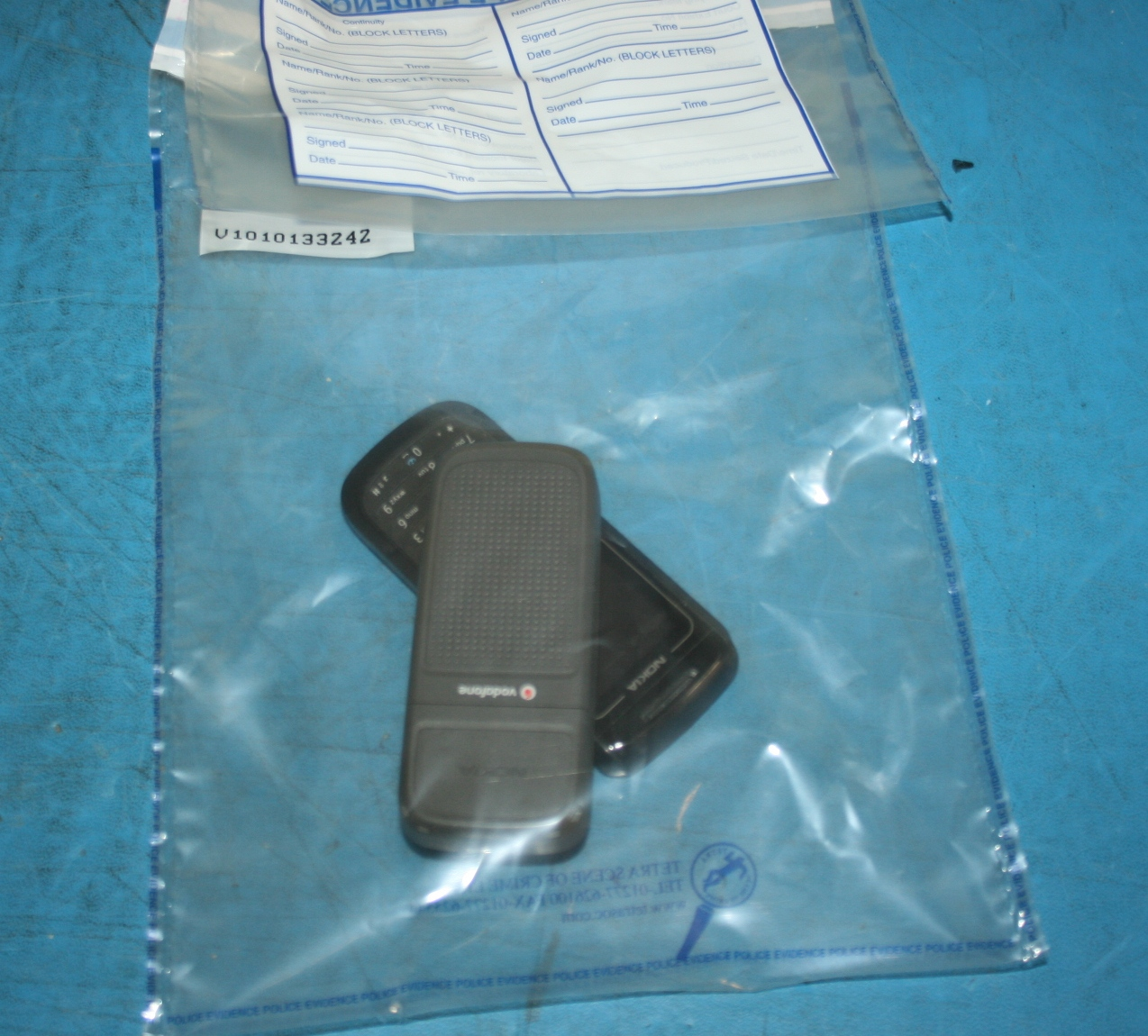
أجهزة هاتف نقال داخل حقيبة الأدلة الجنائية

غالبًا ما يغلق الأكياس والأظرف بواسطة مادة لاصقة حساسة للضغط مدمجة على رفرف شريط الإغلاق. تسمح إزالة بطانة التحرير بإغلاق الحقيبة بسهولة. يمكن تضمين عدة أنواع من ميزات الأمان في هيكل الظرف، وهي مصممة للإشارة إلى فتحهِ بشكل لا رجعة فيه.
تُستخدم أيضًا أشرطة أمان منفصلة. تستخدم الأختام الأمنية الدالة على العبث مجموعة متنوعة من الآليات للتشغيل، ولكل منها مزاياها وعيوبها.
وكثيرًا ما تتضمن وثائق مثل ملصقات التواقيع المعتمدة للحيازة وملصقات سلسلة العهدة.

## الاستعمالات

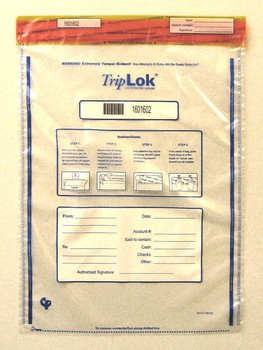
حقيبة العملة

لا يمكن اعتبار أي ميزة أمنية واحدة "مقاومة للعبث". هناك حاجة إلى طبقات من الميزات المقاومة للعبث والميزات الواضحة للعبث، بالإضافة إلى أنظمة الأمان الأوسع نطاقًا لتوفير ضمان أفضل للأمان. جميع المنتجات الأمنية يمكن إحباطها من قبل شخص على دراية كافية ولديه الوقت الكافي ولديه إمكانية الوصول إلى الأدوات المتخصصة والمذيبات ودرجات الحرارة القصوى وأكياس الأمان الأخرى والأشرطة الأمنية، إلخ.

## انظر ايضا
- علامة مائية
- ملكية الأصول
- الإثبات
- إمكانية التتبع
- ظرف بريدي
- حقيبة البريد